# Campo de Marte (Managua)
El Campo de Marte es un espacio urbano histórico ubicado en la ciudad de Managua, Nicaragua, situado entre el Antiguo Estadio Nacional y el sector sur del antiguo centro de la ciudad. Fue uno de los principales espacios cívicos y recreativos de Managua durante gran parte del siglo XX.

## Historia
Inspirado en los Campos de Marte de ciudades europeas y latinoamericanas, el Campo de Marte de Managua fue concebido originalmente como un espacio para actos patrióticos, desfiles militares y concentraciones ciudadanas. Fue construido en la década de 1930 durante el gobierno de Anastasio Somoza García
Durante las décadas de 1940 a 1970, albergó eventos deportivos, cívicos y culturales, además de ser un lugar tradicional para el esparcimiento familiar. Sin embargo, tras el terremoto de Managua de 1972, la zona sufrió abandono y deterioro progresivo.

## Recuperación y uso actual
En años recientes, la Alcaldía de Managua ha planteado proyectos de revitalización del Campo de Marte como parte del rescate del Centro Histórico de Managua. Aunque aún no ha sido completamente rehabilitado, la zona es utilizada ocasionalmente para ferias, actividades culturales y recreación pasiva.

## Importancia cultural
El Campo de Marte es un referente simbólico del urbanismo y la vida cívica de Managua en el siglo XX. Es parte del imaginario colectivo de generaciones capitalinas y representa un punto histórico en la configuración del espacio público managüense.